# Bandiera della Sassonia-Anhalt
La bandiera della Sassonia-Anhalt è bicolore gialla e nera, con lo stemma dello Stato al centro.

## Storia
Il nero e il giallo erano i colori della provincia prussiana di Sassonia e dello Stato di Sassonia-Anhalt, prima del 1952, ma il 29 gennaio 1991 l'ordine tradizionale dei colori fu invertito per distinguere la bandiera dal bicolore nero su giallo del Baden-Württemberg. Questo fu poi sancito nella Costituzione del Land del 17 luglio 1992, il cui articolo 1 tratta dei simboli dello Stato.
Dal 1991 al 2017, la bandiera ha avuto due varianti principali: una semplice bicolore come bandiera civile e la bandiera attuale come bandiera dello Stato.

Anhalt-Bernburg (1252–1468, 1603–1863)
Ducato di Anhalt (1806–1918)
Ex bandiera civile della Sassonia-Anhalt fino al 5 aprile 2017.